# Prebiótico (nutrição)
A microbiota intestinal é essencial para a saúde e está associada a uma variedade de doenças que já foram comprovadas através de estudos sobre disbiose (SANDERS, et al., 2019), há diversos distúrbios agudos e/ou crônicos que podem ter consequência na desregulação no microrganismos que habitam no intestino, isso traz importância para o estudo sobre a microbiota a fim de reduzir doenças e fortalecer a homeostase.
Os prebióticos descritos em 1995 por Gibson & Roberfroid como “ingrediente alimentar não digerível que afeta o hospedeiro por estimular de forma seletiva o crescimento e/ou atividade de uma ou de um número limitado de bactérias já residentes no cólon”. (MARTIN, et al.,2022). Em 2007, foi redefinido “ingredientes alimentares não digeríveis que conferem benefícios à saúde geral do hospedeiro, estimulando seletivamente o crescimento e/ou a atividade de um número limitado de bactérias endógenas no cólon humano” (FAO, 2007)
Isso é, os prebióticos são substâncias não digeríveis encontradas em certos alimentos, como fibras, que estimulam seletivamente o crescimento e a atividade de bactérias benéficas já presentes no intestino.
Já os probióticos são microorganismos vivos que, quando administrados em quantidades adequadas, conferem benefícios à saúde do hospedeiro. Comercialmente são geralmente derivados de fontes alimentares principalmente Lactobacillus, Bifidobacterium que tem histórico de uso seguro e eficaz (SANDERS, et al.,2019). Os probióticos melhoram a integridade da barreira do intestinal, fazem supressão de bactérias patológicas, modulam o sistema imune e etc.
Embora os prebióticos e probióticos ofereçam benefícios para a saúde intestinal, é importante notar que a pesquisa sobre prebióticos ainda é relativamente limitada em comparação com os probióticos.
No entanto, estudos recentes têm demonstrado os efeitos positivos dos prebióticos na saúde, como por exemplo no artigo de Kellow e colaboradores (2014) que avaliou o consumo de inulina - derivada da chicória - por 12 semanas na agregação de agentes de glicação avançada (AGE) e as mudanças na atividade microbiana em indivíduos pré-diabéticos. Foi possível concluir através desse estudo que o consumo frequente de fibras prebióticas reduziu níveis séricos de glicose em jejum e pós prandial, associado ao aumento de Bifidobacterium e Lactobacillus na microbiota.

## Microbiota Intestinal
A microbiota intestinal é o conjunto de bactérias benéficas que se instalam na mucosa e são consideradas essenciais para a saúde e bem estar do ser humano. A população microbiana do intestino grosso é composta principalmente de anaeróbios e anaeróbios facultativos (TORTORA, 2017, p709), algumas delas sintetizam vitaminas e minerais úteis e, a maior parte auxilia na degradação enzimática dos alimentos que não seriam digeriveis, como as fibras vegetais, decompondo-as em ácidos graxos de cadeia curta facilitando, assim, a absorção.
Essas bactérias residentes predominantemente não patogênicas ocupam locais de adesão na mucosa, de modo que prejudicam a colonização de bactérias patogênicas no intestino, sendo assim, se a composição da nossa microbiota normal for alterada (por exemplo por alguma dieta ou estresse) ou suprimida por antibióticos, os patógenos podem proliferar e causar infecções. A diversidade microbiana intestinal se desenvolve à medida que os padrões dietéticos vão evoluindo mas, no geral, entre 3 a 5 anos de idade a microbiota intestinal já é formada - por isso a importância de uma alimentação saudável e diversa na infância - e se assemelha a de um adulto.
O cólon contém a microbiota normal mais numerosa, existem bacilos e cocos Gram-positivos, e também bacilos e cocos Gram-negativos. As principais bactérias encontradas são (LEVINSON et al., 2021, p28): Bacteroides, especialmente B. fragilis; Coliformes, principalmente E. coli; Bifidobacterium; Eubacterium; Clostridium, especialmente C. perfringens; Enterococcus, especialmente E. faecalis; Lactobacillus
É importante ressaltar que as bactérias habitantes da microbiota podem ter ação patogênica quando deixam seu local anatômico normal, especialmente em pessoas imunocomprometidas. Por exemplo, a Escherichia coli que está presente no intestino sem causar nenhum tipo de prejuízo, entretanto, se essa mesma bactéria entrar no trato urinário existe a possibilidade de ocasionar uma infecção urinária.

## Benefícios dos Prebióticos
A multiplicação e a atividade de bactérias benéficas ao nosso organismo é ocasionada pela ingestão de Prebióticos que não são digeridos pelo organismo, favorecendo a nossa digestão e saúde. Assim como os Probióticos, alguns dos benefícios dos Prebióticos são a melhora do sistema imune, aumento da absorção de minerais, melhora da flora intestinal, aumento da saciedade, regulação do açúcar no sangue e mantimento da integridade intestinal, evitando o crescimento de bactérias patogênicas que provocarão doenças. (ZANIN, et al. 2023). Em relação ao benefício para crianças, pesquisas apontam que a mistura de Prebióticos no Leite, mostrou uma redução de infecção no trato respiratório infantil e a ingestão de Inulina reduziu a saciedade, o IMC e a porcentagem de gordura corpórea.

## Características gerais dos Prebióticos
- Não devem ser metabolizados ou absorvidos durante a sua passagem pelo trato digestivo superior;
- Devem servir como substrato a uma ou mais bactérias intestinais benéficas (estas serão estimuladas a crescer e/ou tornarem-se metabolicamente ativas);
- Possuir a capacidade de alterar a microflora intestinal de maneira favorável à saúde do hospedeiro;
- Devem induzir efeitos benéficos sistêmicos no lúmen intestinal do hospedeiro.

Os frutoligossacarídeos são polissacarídeos que têm demonstrado excelentes efeitos prebióticos, "alimentando", seletivamente, algumas espécies de Lactobacillus e Bifidobacterium e, desta maneira, reduzindo a quantidade de outras bactérias como Bacteroides, Clostridium e coliformes.
Arabinose, galactose, manose e, principalmente, lactose, são outros carboidratos utilizados como Prebiótico em aves. Lactose adicionada à ração juntamente com Probiótico, reduz a colonização por salmonelas.
Fontes de oligossacarídeos.
Os Prebióticos podem ser obtidos na forma natural em sementes e raízes de alguns vegetais como o Yacon, chicória, cebola, alho, alcachofra, aspargo, cevada, centeio, grãos de soja, grão-de-bico e tremoço. Também, podem ser extraídos por cozimento ou através de ação enzimática ou alcoólica. Há, também, os oligossacarídeos sintéticos obtidos através da polimerização direta de alguns dissacarídeos da parede celular de leveduras ou fermentação de polissacarídeos. Os oligossacarídeos sintéticos têm apresentado melhores resultados como Prebiótico e menos efeitos colaterais.

## Ação dos Prebióticos no organismo
Como já mencionado, as substâncias prebióticas agem alimentando e estimulando o crescimento de diversas bactérias intestinais benéficas, isso acontece, pois quando são ingeridas, não são digeridas e absorvidas no intestino delgado, com isso ao atingir o intestino grosso, são metabolizados seletivamente por um número limitado de bactérias denominadas benéficas, as quais alteram a microbiota do cólon gerando uma microbiota bacteriana saudável, auxiliando-a em seu crescimento e metabolismo através da competição pelo alimento probiótico que favorece a proliferação das bactérias benéficas, principalmente os lactobacilos e as bifidobactérias, induzindo assim efeitos fisiológicos importantes para a saúde (Gibson GR, Roberfroid MB, 2010). Quando essas substâncias chegam ao intestino grosso, é fornecido substratos para as bactérias intestinais. Estes substratos incluem fibras da dieta ricas em inulina e oligofrutose (MOSCATTO, 2002). As fibras solúveis são normalmente fermentadas rapidamente pelas bactérias, enquanto as insolúveis são fermentadas mais lentamente. Geralmente, estas substâncias atuam com mais frequência no intestino grosso, mas também podem interferir sobre microrganismos do intestino delgado (ZANIN, el al. 2023). Vários trabalhos em humanos e in vitro tem demonstrado que o FOS e a inulina passam por um processo de fermentação diferenciado, por isso produzem esses efeitos benéficos (FRANCKI, et al. 2005). A intensidade dos efeitos está relacionada com o grau de fermentação dos carboidratos pela microbiota intestinal e pode depender da dose ingerida (CUPPARI, 2011).

## Fonte dos Prebióticos
Através de estudos, vemos que, uma dieta prebiótica traz consigo a manutenção e o bom desempenho da nossa flora intestinal, portanto, existem diversas fontes ricas em prebióticos para consumo.
A maioria dos Prebióticos são predominantemente ricos em carboidratos, com isso, temos os Frutanos que possui o FOS (Frutooligossacarídeos), que pode ser encontrado em alimentos como cebola, tomate ou banana, e a Inulina que pode ser encontrada em raízes de chicória, aspargos e alcachofras. Também são exemplos de prebióticos a Pectina, que é encontrada em frutas cítricas, como a laranja e o limão, a Lignina, encontrada em frutas oleaginosas, como a linhaça e o gergelim, e leguminosas, como a soja e o feijão, e o GOS (Galacto Oligossacarídeos) encontrado em leite e verduras. Além disso, existem prebióticos ricos em outras substâncias, como polifenóis e ácidos graxos poliinsaturados.
A ação de incluir os prebióticos na dieta traz benefícios com seu efeito bifidogênico. Alguns trabalhos realizados in vitro e em humanos têm mostrado que a insulina e a oligofrutose têm um processo de fermentação trazendo esse efeito de bifidogênico. (PIMENTEL, 2005).
Foram encontrados resultados em evidências científicas no benefício da ingestão diária de prebióticos em patologias como; constipação intestinal, obesidade, diabetes mellitus, dislipidemia, colite ulcerativa, síndrome do intestino curto, câncer, além de ajudar na absorção de minerais como o cálcio. (GOMES, 2010).
Pensando no equilíbrio do intestino foram analisados diversos estudos no consumo de frutooligossacarídeo para se saber quais poderiam ser seus benefícios à saúde, um deles foram analisados em crianças em período de amamentação e se verificou 91% delas teve aumento das bifidobactérias em suas fezes e em alguns casos o número foi superior a crianças amamentadas, dessa forma 70% nessa pesquisa constatou uma redução no número de microrganismos patogênicos no flora intestinal com o uso do oligofrutose. (GOMES, 2010).
Já em adultos com o consumo de inulina observou-se aumento do bolo fecal, para cada adulto no mínimo aumentou uma evacuação semanal. (Protic, 2010).